# Ács Mihály (lelkész, 1672–1711)
Ács Mihály, névváltozatok: Aács, Aachs (Győr, 1672. február 28. – Bártfa, 1711. február 8.) magyar evangélikus teológiai író, iskolaigazgató. Ács Mihály evangélikus lelkész fia.

## Élete
Akadémiai tanulmányait Wittenbergben, Tübingenben és Strasbourgban végezte. Hazájába való visszatérése után Győrött iskolaigazgatóvá választották, később Bártfán működött hasonló tisztségben. Élete vége felé a magyar katonaságnál szolgált mint tábori pap. Irodalomtörténeti jelentősége abban áll, hogy édesapja, id. Ács Mihály halála után az ő kiadásában jelent meg Lőcsén  annak „Boldog halál szekere" című fontos könyvének második kiadása. (1708)

## Művei
- Dissertatio de conditore amplitudine et fatis Ninives, quam in academia Argentoratensi… in solenni congressu propugnabit. Strasbourg, 1699.
- Exercitatio historico-theologica de Catechumenis. Strasbourg, 1700.
- E siralom földén mennyei haza felé óhajtozó hivek Istenre való magok bizása. Rozsnyó, 1708. (Halotti beszéd telekesi Török István kuruc szenátor fia, Bálint fölött).
- Magyar Theologia, avagy az igaz és idvességes hitről való keresztényi tudomány… Johann Friedrich König műve alapján. Bártfa, 1709.
- Novum Pentecostale per quod Ecclesiae Dei Spiritus Sancti dona ordinarie effunduntur. Bártfa, 1709.
- Theses Miscellaneae in examine autumnali ventilandae. Bártfa, 1709.
- Aestivus praelectionum catalogus restaurati et pristino nitori restituti gymnasii plagulis daubus in folio edetus. (Bártfa, év nélkül)

Kiadóként:
- Johann Gerhard Szentséges elmélkedések című művét Zólyomi Boldizsár fordításában újra kinyomatta Bártfán javított kiadásban 1710-ben.